# ENOTPO
ENOTPO és l'anagrama i nom comú de l'organització indígena de l'Argentina Encuentro Nacional de Organizaciones Territoriales de Pueblos Originarios (Encontre Nacional d'Organitzacions Territorials de Pobles Originaris); és una organització formada per indígenes, propera a l'esquerra revolucionària de l'Argentina.
Declara com a objectiu comunicar i donar a conèixer les realitats territorials dels Pobles Originaris de l'Argentina a través de veus pròpies i sense intermediaris. Com a proposta política presenten la interculturalitat, tal com fan des dels anys noranta del segle XX per aconseguir la transformació de l'estat nació en estat plurinacional. Mantenen una relació fluida amb els partits polítics dominants per fer sentir la seva veu i reclamar que es tinguin en compte els pobles indígenes en les iniciatives legislatives que els afecten.

## Bandera
La bandera de l'organització és blanca; prop del pal té l'emblema o segell que és rodó i amb predomini del color taronja; a la dreta hi ha l'anagrama i sota en tres línies, el nom complet.